# مجلس المدونة السورية
مجلس المدونة السورية هو هيئة مجتمع مدني غير حزبي يجمع ممثلين عن مختلف عناصر المجتمع السوري. وبحسب العديد من وسائل الإعلام العربية والعالمية، فقد أعلن عن تأسيسه رسميًا في مارس 2019 بعد اجتماع تأسيسي في برلين.
وبحسب تقارير إعلامية، فإن مجلس الميثاق السوري يقوم بالوساطة ويقيم علاقات مع مختلف المعسكرات السياسية والحكومات الدولية ومكتب المبعوث الخاص للأمين العام للأمم المتحدة إلى سوريا غير أو بيدرسن ويعتبر المجلس نفسه شبكة "غير حزبية تمامًا، وواجهة بين عناصر متنوعة من المجتمع السوري والجهات الفاعلة السياسية والمجتمع الدولي.
يرتكز مجلس الميثاق السوري على وثيقة أصبحت تعرف علناً باسم ميثاق السلوك للتعايش السوري أو الميثاق السوري، ومن هنا جاء اسم المجلس. تم التوقيع على هذه الوثيقة من قبل الأعضاء المؤسسين في نوفمبر 2017. بحضور كاتب عدل ألماني في نهاية ما يقرب من عام من المفاوضات السرية واتيحت للجمهور في يناير 2018.
تزعم المبادرة أنها الأولى من نوعها لأنها جمعت قادة مجتمعيين سوريين بارزين، من مختلف الانقسامات السياسية، للاتفاق على المبادئ الأساسية لعقد اجتماعي جديد في البلاد.
ويعتبر أعضاء المجلس أنفسهم من الشخصيات المؤثرة في المجتمع السوري، القادرة على تسهيل الوساطة بين أطراف النزاع
وهم ممثلون عن العرب السنة والأكراد والعلويين والدروز والإسماعيليين والشركس والإيزيديين والتركمان والمسيحيين. من مختلف الطوائف.
يستحضر التترابيلون المعروض على شعار المجلس هيكل موقع التراث العالمي لليونسكو في تدمر، والذي دمره مقاتلو داعش جزئيًا في عام 2015.
يرمز التترابيلون إلى صمود الشعب السوري وتنوعه الثقافي، بينما قد تشير ألوان الشعار وترتيبه إلى علم سوريا، الجمهورية السورية الأولى أو علم حركة الاستقلال عن الانتداب الفرنسي في الثلاثينيات.

## التاريخ والأنشطة

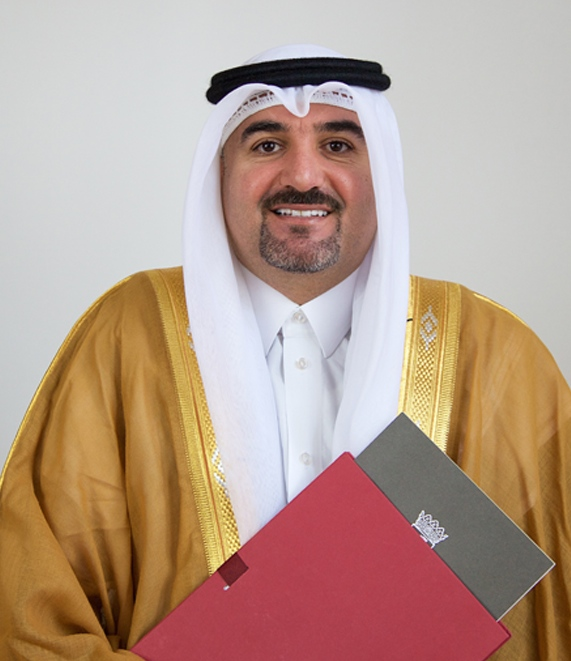
الناطق الرسمي أمير الدندل

ومن بين مؤسسي المجلس أفراد من عائلات سورية بارزة. ومن بينهم: مصطفى كيالي، ناشط سياسي وطبيب أسنان من حلب وحفيد عبد الرحمن الكيالي، الذي كان أحد الشخصيات الرئيسية في الكتلة الوطنية لحركة استقلال سوريا؛ بسمة قضماني، أكاديمية سورية مقيمة في باريس وحفيدة أخت زعيم الاستقلال السوري جميل مردم بك، وسامي خيامي، سفير سوريا السابق إلى المملكة المتحدة؛ إيمان شحود، قاضية سورية من إدلب وعضوة اللجنة الدستورية السورية، محمد حبش، عضو مجلس الشعب السوري السابق والمفكر الديني الإصلاحي، إبراهيم إبراهيم باشا شيخ عشيرة المللية الكردية. اتحاد وحفيد الزعيم القبلي إبراهيم باشا المللي ، الأمير ملهم الشبلي أميراتحاد قبائل الفواعرة ؛ والشيخ أمير الدندل من قبيلة العكيدات في البوكمال، والشيخ عوينان الجربا من قبيلة شمر، والشيخ عبد الإله الملحم شيخ قبيلة الحسنة من عنزة؛ الشيخ ممدوح الطحان من النعيم وهو عضو في اللجنة الدستورية السورية، وعدد آخر من شيوخ العشائر.
المتحدثون الحاليون باسم المجلس هم عبد الله روفائيل، وهو محامٍ مسيحي سوري من حمص؛ الشيخ أمير الدندل والشيخ ممدوح الطحان. سيما عبد ربه، ناشطة سياسية سابقة وخبيرة رقمية من دمشق، عملت كمتحدثة رسمية حتى يناير 2020 مع المحامي إبراهيم شاهين من الطائفة العلوية في حمص. وفقًا لمقابلة أجراها مع قناة ZDF التلفزيونية العامة الألمانية، ترأس الباحث القانوني الألماني السوري المولد نصيف نعيم من قرية فيروزة المسيحية المفاوضات التي أدت إلى التوقيع على مدونة قواعد السلوك وإنشاء مجلس مدونة السلوك.

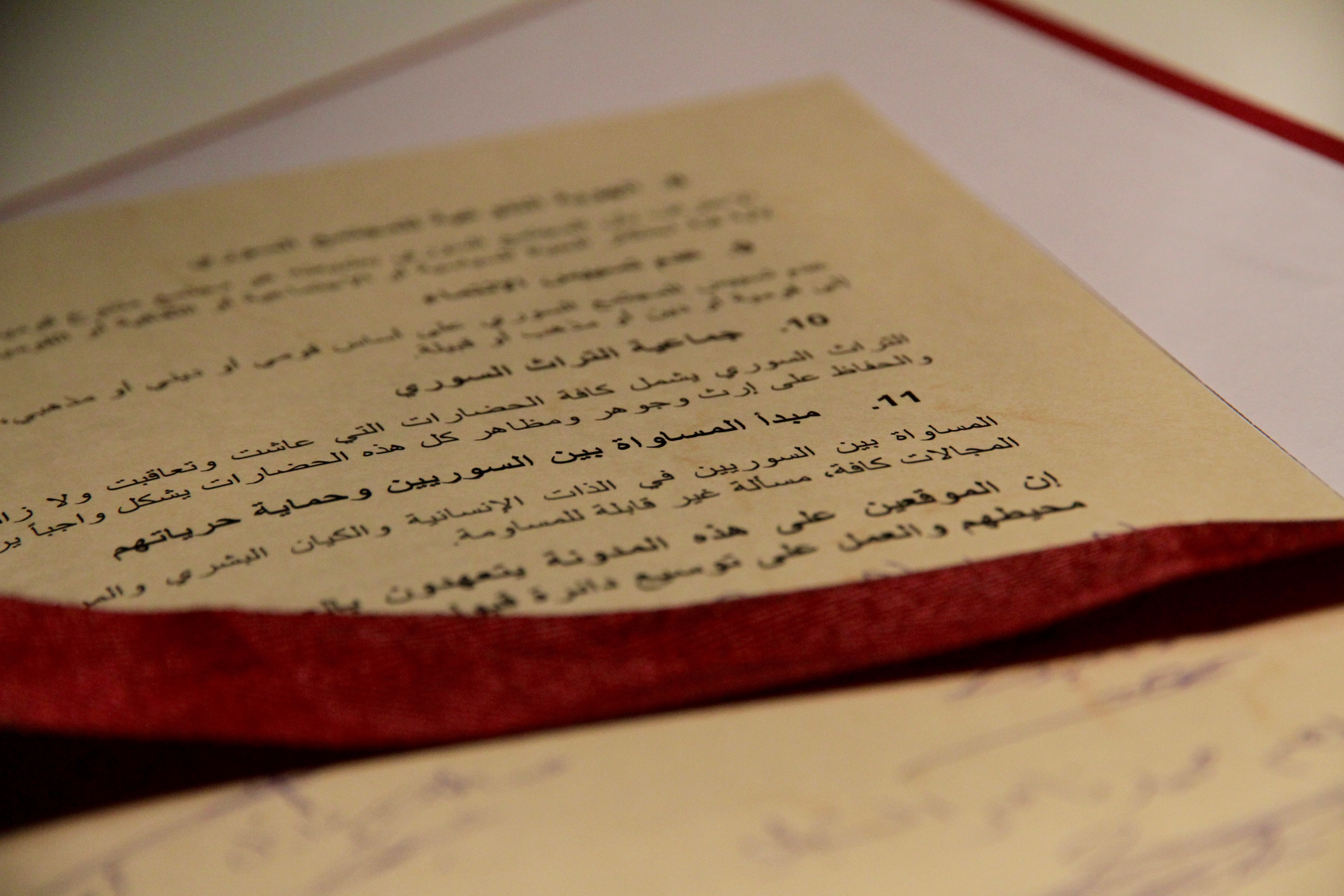
الوثيقة الأصلية لمدونة قواعد السلوك للعيش المشترك السوري.

يتضمن الميثاق الذي يحمل اسمه، مدونة قواعد السلوك للتعايش السوري، 11 فقرة حول موضوعات مثل: الاعتراف بتنوع المجتمع، والمساءلة الفردية (وليس الجماعية) عن الجرائم والانتهاكات التي ارتكبت خلال الحرب الأهلية السورية ؛ ومبدأ لا غالب ولا مغلوب.
وعلى فترات غير منتظمة، واستناداً إلى مبادئ مدونة السلوك للعيش المشترك السوري، يقوم المجلس بإصدار إعلانات، معظمها حول الجوانب الاجتماعية والمجتمعية والأخلاقية للأزمة في سوريا. ونظرًا للتفشي الوشيك لوباء كوفيد-19 في سوريا في أبريل 2020، دعا المجلس جميع أطراف النزاع إلى إطلاق سراح المحتجزين في عمل إنساني لأن مرافق الاحتجاز لن تكون قادرة على تقديم الدعم الطبي الكافي. كما دعا المجلس المجتمع الدولي إلى التعاون مع أطراف النزاع وإيصال الإمدادات الطبية للتخفيف من حدة الوباء في الأراضي السورية.
وبحسب تقرير لمجلة دير شبيجل الألمانية الصادرة في أبريل 2021، فإن المبادرة تكتسب زخما بينما كانت العملية السياسية الرسمية التي تقودها الأمم المتحدة راكدة. وذكرت صحيفة سودويتشه تسايتونج أن أعضاء المجلس التقوا بدبلوماسيين غربيين رفيعي المستوى في برلين في سبتمبر 2023. ونقلت الصحيفة عن مصدر دبلوماسي ألماني توقع أن يلعب مجلس الميثاق السوري دورا في الحل السياسي للأزمة السورية. كما أوردت صحيفة دي برس النمساوية، أن مجلس الميثاق السوري شارك في حل الصراعات المحلية في محافظتي درعا والسويداء الجنوبيتين. ووفقا لصحيفة فرانكفورتر ألجماينه تسايتونج الألمانية اليومية، دعا أعضاء المجلس في سوريا إلى العفو عن المنشقين والأفراد المضطهدين. وأشارت صحيفة عكاظ السعودية إلى المبادرة باعتبارها تغييرًا لقواعد اللعبة قد تساعد في التغلب على الجمود الذي وصلت إليه المفاوضات السياسية بشأن الصراع السوري.

## الجدل
وقد لفت الكشف عن المفاوضات حول مدونة سلوك العيش المشترك السوري، والتي جرت سراً، اهتماماً كبيراً من الصحافة العالمية والعربية. وقد نوقشت هذه القضية على نطاق واسع بين السوريين داخل البلاد وفي الشتات وبسبب المخاوف الأمنية، لم يكشف العديد من أعضاء المجلس عن أسمائهم رسميًا، وهي حقيقة انتقدها العديد من المعلقين العرب. وعلى الرغم من ذلك فقد ذكرت تقارير مختلفة أن ممثلين عن الطوائف العلوية في طرطوس واللاذقية ودمشق وحمص يلعبون أدواراً رئيسية في المبادرة، وهو ما يتوافق مع بعض تصريحات المجلس.